# Lyssjö
Lyssjö är en sjö i Bengtsfors kommun och Dals-Eds kommun i Dalsland och ingår i Göta älvs huvudavrinningsområde. Sjön är 47,6 meter djup, har en yta på 1,08 kvadratkilometer och befinner sig 142,2 meter över havet. Sjön avvattnas av vattendraget Tassbyälven (Kesnacksälven).

## Delavrinningsområde
Lyssjö ingår i det delavrinningsområde (656076-128222) som SMHI kallar för Utloppet av Lyssjö. Medelhöjden är 164 meter över havet och ytan är 5,51 kvadratkilometer. Räknas de 2 avrinningsområdena uppströms in blir den ackumulerade arean 13,73 kvadratkilometer. Tassbyälven (Kesnacksälven) som avvattnar avrinningsområdet har biflödesordning 3, vilket innebär att vattnet flödar genom totalt 3 vattendrag innan det når havet efter 232 kilometer. Avrinningsområdet består mestadels av skog (66 procent). Avrinningsområdet har 1,28 kvadratkilometer vattenytor vilket ger det en sjöprocent på 23,2 procent.